# Polinices tawhitirahia
Polinices tawhitirahia is een slakkensoort uit de familie van de Naticidae. De wetenschappelijke naam van de soort is voor het eerst geldig gepubliceerd in 1965 door Powell.